# Залкинд, Евгений Михайлович
Евге́ний Миха́йлович За́лкинд (3 августа 1912, Ростов-на-Дону, область Войска Донского — 3 мая 1980, Барнаул) — советский историк, востоковед-этнограф.

## Биография
Евгений Залкинд родился 3 августа 1912 года в Ростове-на-Дону, Российская империя. Отец — Хаим-Михл Янкелевич Залкинд (1877, Таганрог — 1920, Москва; умер, когда сыну было всего 8 лет), мать — Виктория Павловна (Перецевна) Брайловская (1888—1966). Младший из братьев. Двоюродный брат — доктор физико-математических наук, академик Г. Н. Флёров.
Залкинд в 1932 году окончил этнографическое отделение Ленинградского университета (ЛГУ), где слушал лекции таких историков как Е. В. Тарле и Н. И. Конрада. Серьёзно научной работой стал заниматься под непосредственным влиянием крупного этнографа, исследователя народов севера России профессора ЛГУ В. Г. Богораза-Тана, который был одним из инициаторов создания Института народов Севера.
Ещё в студенчестве Е. М. Залкинд проявил интерес к этнографии сибирских народов, неоднократно участвовал в работе научных экспедиций в Забайкалье. Его первые труды по истории и этнографии эвенков были опубликованы ещё в середине 1930-х годов. Этот интерес к Сибири сохранил на всю жизнь.
В 1938 году Е. М. Залкинд окончил аспирантуру по специальности «история и этнография» и защитил кандидатскую диссертацию. Преподавал в Ленинградском педагогическом университете им. А. И. Герцена. Во время Великой Отечественной войны находился в эвакуации в Средней Азии и Бурятии, работал в Улан-Удэнском педагогическом университете. В период сталинской борьбы с «безродными космополитами» в конце 1940-х годов был вынужден покинуть Ленинград, работал в Узбекистане и Омске. В 1951—1952 годах не работал, потом устроился продавцом, его материально поддерживал старший брат Александр. Вернувшись в Ленинград, работал в Восточном научно-исследовательском институте ЛГУ, заведовал сектором Дальнего Востока, читал лекции на восточном факультете.
В 1955—1956 годах ездил в Китай, ему удалось побывать за границей — его единственная поездка. В 1960 году надолго «осел» в Улан-Удэ, где трудился в Бурятском институте общественных наук заведующим сектором этнографии и археологии. В научных кругах Е. М. Залкинд стал широко известен как исследователь Бурятии, опубликовавший 4 монографии и несколько десятков статей. В 1963 году в Московском университете защитил докторскую диссертацию, а в 1967 году ему было присвоено звание профессора. Работал в Алтайском государственном университете (АГУ) с сентября 1977 по май 1980 года в должности заведующего кафедрой всеобщей истории. Читал курс лекции по истории стран Азии и Африки.
С середины 1970-х годов Е. М. Залкинд был занят написанием крупной монографии по проблемам феодализма в странах Востока. В АГУ он её фактически завершил, оставались в основном организационно-издательские дела. Однако 3 мая 1980 года Евгений Залкинд умер от инфаркта в Барнауле.

## Научная деятельность
В центре исследовательского интереса Е. М. Залкинда — история присоединения Бурятии к России и трансформация бурятского общества как результат синтеза двух культур — русской и кочевой раннефеодальной бурятской. С привлечением большого числа источников, многие из которых были им впервые введены в научный оборот, он показывал, как менялось отношение различных слоёв бурятского общества к России, как одни из сторонников превращались в противников, а другие — наоборот. Прослеживая характер столкновений, их поводы и последствия, число жертв, основные положения договоров, Е. М. Залкинд показал, что процесс присоединения Бурятии к России был сложным, длительным, различным по степени накала страстей в разные периоды и в разных районах Бурятии.
Также далёк он был от плоского, прямолинейного подхода в понимании взаимодействия русской и бурятской культуры в том аспекте, который стал объектом его исследований — трансформации бурятского общества. Он прослеживает не абстрактное общество, а историю отдельных семей — изменение их земельных владений, правового и социального статуса, имущественного положения и доказывает, что подвижки имели место во всех социальных слоях и касались не просто углубления социальной дифференциации, но также положения женщин, детей, изменения отношений к различным видам деятельности. Влияние русской культуры было многообразным, его нельзя оценить ни со знаком плюс, ни со знаком минус.
Такие идеи, как синтез культур, понимание кочевничества как особого пути развития, трактовка общества как живого организма, активно и очень по-разному реагирующего на изменение условий жизни, — эти подходы становятся все более актуальны в современной исторической науке, поэтому взгляды Е. М. Залкинда, занимавшегося таким узкоспециальным аспектом, как история Бурятии, остаются важным и значимым явлением в истории исторической науки.